# Your Love
Your Love – pierwszy singel trynidadzkiej raperki Nicki Minaj z jej debiutanckiego albumu studyjnego Pink Friday. Został napisany przez samą Minaj oraz Josepha Hughesa, Davida Freemana i Andrew Wansela, a wyprodukowany przez Oaka i Popa Wansela. Zajął 14. miejsce w notowaniu Billboard Hot 100